# Tzu-wei Lin
Dans ce nom chinois, le nom de famille, Lin, précède le nom personnel Tzu-wei.
Pour les articles homonymes, voir Lin.
Tzu-wei Lin (né le 15 février 1994 dans le comté de Kaohsiung à Taïwan) est un joueur de troisième but et d'arrêt-court de la Ligue majeure de baseball.

## Carrière
Tzu-wei Lin fait partie de l'équipe de Taïwan qui remporte le Championnat du monde de baseball 18 ans et moins en 2010 à Thunder Bay au Canada. Il est nommé meilleur joueur de la compétition après avoir maintenu une moyenne au bâton de ,607 en 32 passages au bâton, une moyenne de présence sur les buts de ,656 et une moyenne de puissance de ,907. Il est aussi le joueur de troisième but nommé sur l'équipe d'étoiles du tournoi.
En 2010, Lin s'entend pour signer un contrat professionnel avec les Yankees de New York de la Ligue majeure de baseball (MLB), le club offrant 350 000 dollars US à l'adolescent alors âgé de 16 ans. Même si les Yankees ont suivi le protocole règlementaire pour mettre sous contrat le jeune homme, qui est considéré par la MLB comme un « agent libre international », la Fédération de baseball du Taipei chinois menace d'interdire à Lin de jouer ou d'entraîner une équipe de baseball à Taïwan s'il accepte un contrat avant de terminer l'école secondaire, et le contrat n'est jamais signé.

### Red Sox de Boston
En juin 2012, Tzu-wei Lin signe un contrat avec les rivaux des Yankees, les Red Sox de Boston. La somme de 2,05 millions de dollars US qu'il reçoit des Red Sox est le second plus haut bonus consenti par un club du baseball majeur à un joueur amateur taïwanais, après la somme de 2,2 millions offerte au lanceur Chin-Hui Tsao par les Rockies du Colorado en 1999, et le troisième plus haut bonus offert à un joueur amateur asiatique après le lanceur Byung-Hyun Kim (2,25 millions des Diamondbacks de l'Arizona en 1999) et Tsao.
De 2012 à 2017, Lin évolue en tant que joueur d'arrêt-court dans les ligues mineures avec des clubs affiliés aux Red Sox de Boston. Il gradue au niveau Double-A des ligues mineures chez les Sea Dogs de Portland en 2015, et y joue en 2016 et au début 2017.
Il fait ses débuts dans le baseball majeur avec Boston le 24 juin 2017 comme coureur suppléant face aux Angels de Los Angeles. Il apparaît sur le terrain en défensive pour la première avec les Red Sox comme joueur de troisième but le 25 juin face aux mêmes Angels, et comme troisième but et obtient ses premiers passages au bâton lors du match du 26 juin. Il réussit son premier coup sûr dans les majeures le 26 juin 2017 à son premier passage au bâton, face à José Berríos, un lanceur des Twins du Minnesota,.